# Christian Bassogog
Christian Mougang Bassogog (Douala, 18 oktober 1995) is een Kameroens voetballer die doorgaans als aanvaller speelt. Hij tekende in februari 2021 bij Shanghai Shenhua FC, dat hem overnam van Henan Jianye FC. Bassogog debuteerde in 2016 in het Kameroens voetbalelftal.

## Clubcarrière
Bassogog speelde in de jeugd van FC Rainbow uit Bamenda. Hij maakte zijn debuut in het betaald voetbal echter in 2015 in de tweede Amerikaanse divisie, voor Wilmington Hammerheads. Op 28 augustus 2015 tekende Bassogog voor vier jaar bij de Deense club Aalborg BK, uit de hoogste Deense divisie. Hij maakte zijn debuut in het bekertoernooi tegen Lystrup IF. Zijn debuut in de competitie maakte hij na de winterstop op 11 februari 2016 tegen FC Midtjylland. Omdat Bassogog in 2017 een sterk toernooi om het Afrikaans kampioenschap speelde, werd hij tijdens diezelfde wintertransferperiode in verband gebracht met verschillende clubs. Op 19 februari 2017 tekende Bassogog een contract bij Henan Jianye FC, dat actief is in de Chinese Super League. Met de transfer was zo'n 6,05 miljoen euro (45 miljoen Deense kroon) gemoeid. Hiermee werd Bassogog de duurste uitgaande transfer voor Aalborg ooit, na Jesper Grønkjær, die in 1997 voor 4,07 miljoen euro naar AFC Ajax vertrok. Op 26 februari 2021 tekende Bassogog bij Shanghai Shenhua FC. Hij was transfervrij nadat zijn contract bij Henan Jianye in december 2020 was afgelopen.

## Interlandcarrière
Bassogog maakte zijn interlanddebuut voor Kameroen op 12 november 2016 tegen Zambia (1–1). Hij maakte zijn eerste doelpunt in een vriendschappelijke interland tegen Congo-Kinshasa. Bassogog werd door bondscoach Hugo Broos opgenomen in de selectie voor het Afrikaans kampioenschap voetbal 2017 in Gabon. Hij maakte in de halve finale tegen het Ghanees voetbalelftal de 2–0 en schoot zijn land daarmee naar de finale, die vervolgens gewonnen werd. Bassogog maakte minuten in elke wedstrijd die Kameroen speelde gedurende het kampioenschap. Na afloop van het gewonnen toernooi werd hij uitgeroepen tot "Man van het toernooi". Bovendien vormde hij met Junior Kabananga de aanvalslinie in het "CAF-elftal van het toernooi", samengesteld door de Afrikaanse voetbalconfederatie. Bassogog nam met Kameroen enkele maanden later deel aan de FIFA Confederations Cup 2017, waar in de groepsfase werd verloren van regerend wereldkampioen Duitsland, regerend Zuid-Amerikaans kampioen Chili en werd gelijkgespeeld tegen de kampioen van Azië, Australië. Bassogog werd geselecteerd voor de Afrika Cup 2019 en 2021. Tevens speelde hij op het WK 2022 en speelde een halfuur in één van de drie groepsduels, tegen Servië (3–3).
| Interlanddoelpunten van Christian Bassogog voor Kameroen | Interlanddoelpunten van Christian Bassogog voor Kameroen | Interlanddoelpunten van Christian Bassogog voor Kameroen | Interlanddoelpunten van Christian Bassogog voor Kameroen | Interlanddoelpunten van Christian Bassogog voor Kameroen | Interlanddoelpunten van Christian Bassogog voor Kameroen |
| No.                                                      | Datum                                                    | Wedstrijd                                                | Score                                                    | Uitslag                                                  | Competitie                                               |
| Als speler bij Aalborg BK                                | Als speler bij Aalborg BK                                | Als speler bij Aalborg BK                                | Als speler bij Aalborg BK                                | Als speler bij Aalborg BK                                | Als speler bij Aalborg BK                                |
| -------------------------------------------------------- | -------------------------------------------------------- | -------------------------------------------------------- | -------------------------------------------------------- | -------------------------------------------------------- | -------------------------------------------------------- |
| 1.                                                       | 5 januari 2017                                           | Kameroen – Congo-Kinshasa                                | 2 – 0                                                    | 2 – 0                                                    | Vriendschappelijk                                        |
| 2.                                                       | 2 februari 2017                                          | Kameroen – Ghana                                         | 2 – 0                                                    | 2 – 0                                                    | Afrikaans kampioenschap                                  |
| Als speler bij Henan Jianye FC                           |                                                          |                                                          |                                                          |                                                          |                                                          |
| 3.                                                       | 25 maart 2018                                            | Koeweit – Kameroen                                       | 0 – 2                                                    | 1 – 3                                                    | Vriendschappelijk                                        |
| 4.                                                       | 25 maart 2018                                            | Koeweit – Kameroen                                       | 0 – 3                                                    | 1 – 3                                                    | Vriendschappelijk                                        |

## Erelijst
Kameroen
- Afrikaans kampioenschap voetbal

2017